# شیرین قناری بود
شیرین قناری بود فیلمی به کارگردانی داوود توحیدپرست و نویسندگی داوود توحیدپرست و یاسمن کفایتی ساخته سال ۱۳۹۰ است. این فیلم پس از ۹ سال توقیف سر انجام در سال ۱۳۹۹ به صورت آنلاین اکران شد.

## خلاصه فیلم
دختر آرمان‌گرایی است که قصد دارد مشکلات جامعه و مردم را به تنهایی از میان بردارد، به دلیل علاقه به ورزش فوتبال از مدرسه اخراج می‌شود…

## بازیگران
- سعیده رودبارکی در نقش شیرین
- شهراد وثوقی در نقش بهمن
- نگین معتضدی در نقش سارا
- پردیس افکاری در نقش مدیر دبیرستان
- مجید حاجی‌زاده در نقش جوان معتاد
- حمید شریف زاده در نقش داوود
- امید علومی در نقش شاهرخ